# 네오디뮴 야그 레이저

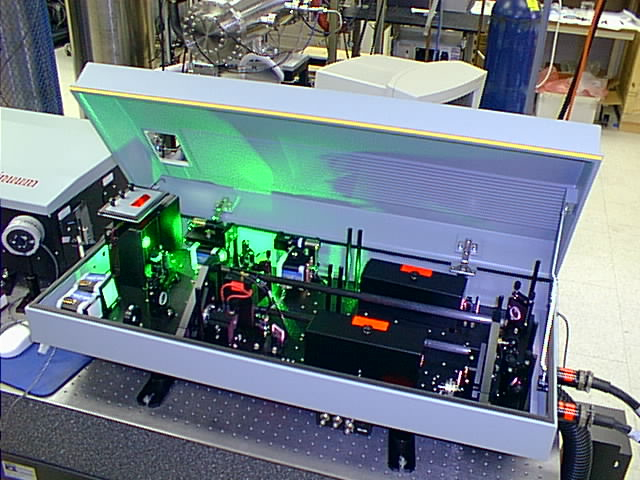
532나노미터의 녹색빛을 보이는 네오디뮴 야그 레이저

네오디뮴 야그 레이저(Nd:YAG laser, neodymium-doped yttrium aluminum garnet, Nd:Y3Al5O12)는 고체 레이저를 위한 활성 레이저 매질로서 사용되는 결정이다.
네오디뮴 야그 레이저의 운용은 1964년 벨 연구소의 J.E. Geusic 등에 의해 처음 입증되었다.

## 기술
네오디뮴 야그 레이저들은 섬광관이나 레이저 다이오드를 사용하여 광학적으로 펌프질된다. 가장 흔한 레이저 종류 중 하나이며 의학, 제조, 유체역학, 생물물리학, 군사, 레이저 펌프 등 수많은 목적으로 사용된다. 보통 적외선의 1064나노미터 파장의 빛을 발산한다. 그러나 946, 1120, 1320, 1440나노미터 근처의 파장도 존재한다.

## 레이저 굴절률
| 파장 (μm) | 굴절률 n (25 °C) |
| --------- | ---------------- |
| 0.8       | 1.8245           |
| 0.9       | 1.8222           |
| 1.0       | 1.8197           |
| 1.2       | 1.8152           |
| 1.4       | 1.8121           |
| 1.5       | 1.8121           |